# Gonimaradahalli, Sidlaghatta
Gonimaradahalli là một làng thuộc tehsil Sidlaghatta, huyện Kolar, bang Karnataka, Ấn Độ.